# Tamazulapam del Espíritu Santo
Tamazulapam del Espíritu Santo là một đô thị thuộc bang Oaxaca, México. Năm 2005, dân số của đô thị này là 6908 người.